# Viva Carlos! A Supernatural Marathon Celebration
Viva Carlos! A Supernatural Marathon Celebration è un album tributo dedicato a Carlos Santana, pubblicato nel 2006 dalle etichette discografiche Tone Center Records e Mascot Records.

## Tracce
Testi e musiche di Carlos Santana.
1. Vinnie Moore – Se a Cabo – 4:42
2. Jeff Richman – Europa (Earths Cry Heavens Smile) – 4:43
3. Mike Stern – Oye como va – 6:40
4. Eric Gales – Jingo – 4:58
5. Pat Martino – Flor d'Luna (Moonflower) – 5:24
6. Eric Johnson – Aqua Marine – 4:53
7. Frank Gambale – Samba De Sausalito – 4:36
8. Robben Ford – Blues For Salvador – 4:27
9. Albert Lee – Samba Pa Ti – 5:01
10. Coco Montoy – Jungle Strut – 4:58

## Formazione
- Vinnie Moore – chitarra
- Jeff Richman - chitarra
- Mike Stern - chitarra
- Eric Gales - chitarra
- Pat Martino - chitarra
- Eric Johnson - chitarra
- Frank Gambale - chitarra
- Robben Ford - chitarra
- Albert Lee - chitarra
- Coco Montoy - chitarra
- Peter Wolf – tastiere
- Dave Weckl – batteria
- Abe Laboriel – basso
- Luis Conte - percussioni
- Dave Weckl - Drum